# Li Yiqing
Li Yiqing (26 de juny de 1982) és una esportista xinesa que va competir en judo, guanyadora de dues medalles al Campionat Asiàtic de Judo de 2009: or en la categoria oberta i plata en +78 kg.

## Palmarès internacional
| Campionat Asiàtic | Campionat Asiàtic     | Campionat Asiàtic | Campionat Asiàtic |
| Any               | Lloc                  | Medalla           | Categoria         |
| ----------------- | --------------------- | ----------------- | ----------------- |
| 2009              | Taipei ( Xina Taipei) | 1                 | Oberta            |
| 2009              | Taipei ( Xina Taipei) | 2                 | +78 kg            |